# Pentadio (poeta)

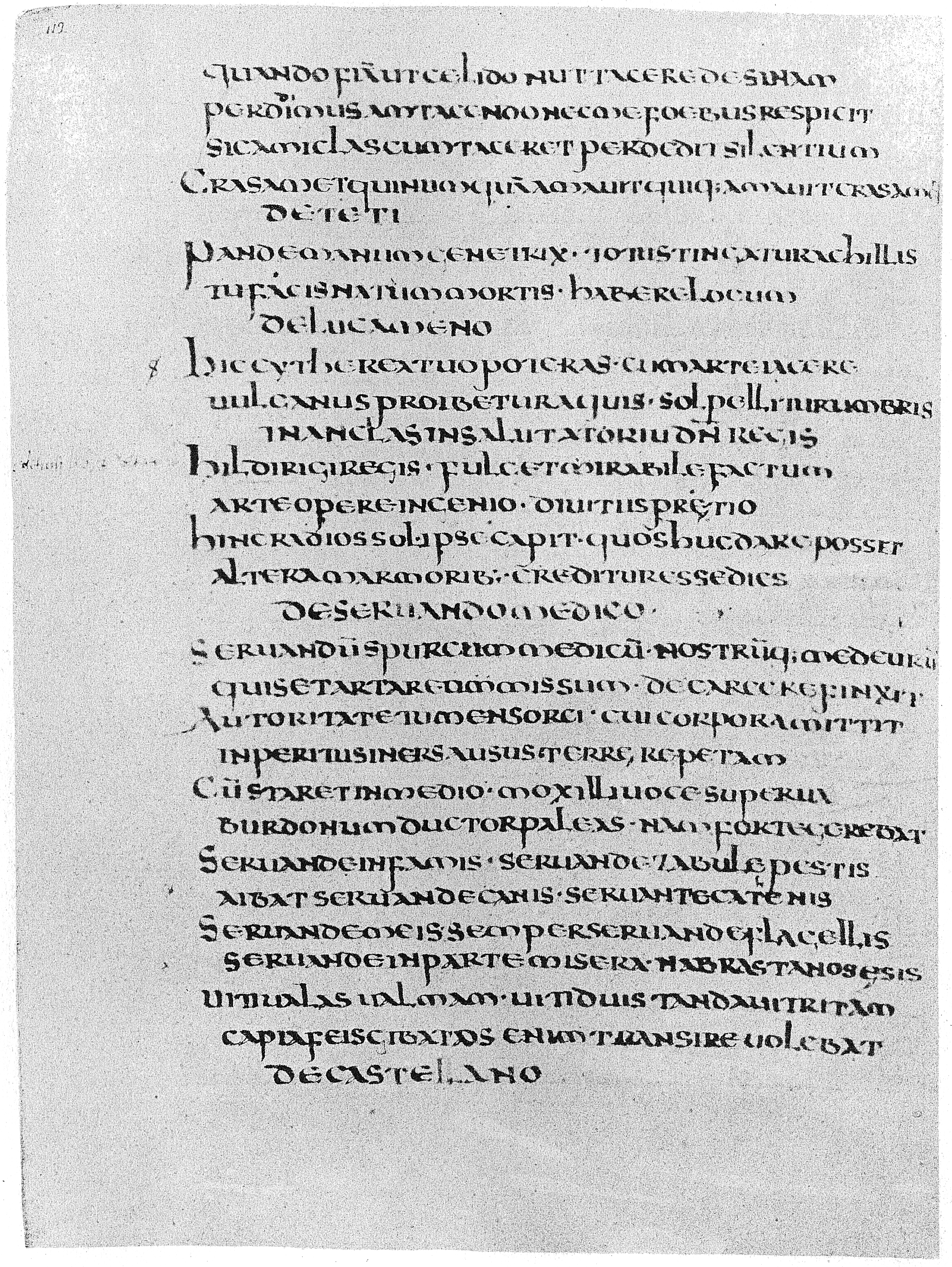
Pagina del codice Salmasianus, principale “testimonio” dell'Anthologia Latina in cui sono i carmi di Pentadio

Pentadio (in latino Pentadius; Africa, IV secolo – ...) è stato un poeta romano.

## Biografia
L'autore, per alcuni, va identificato con il fratello di Lattanzio, che a lui dedicò l'epitome delle Divinae Institutiones nel 314.
A giudicare dallo stile, inoltre, l'attività di Pentadio risale probabilmente proprio al IV secolo, come visibile anche dalla tematica delle sue due elegie, di 22 e 36 versi, dedicate all'arrivo della primavera, De adventu veris e alla fortuna, De fortuna.

## Opere
Nel dettaglio, Pentadio risulta autore di diversi componimenti.
In primo luogo, 4 epigrammi, come i seguenti:
(Pentadio, Oreste e Clitemnestra)
(Pentadio, 265 Riese)
Ancora, è autore di un Cupido amans di 16 esametri, del De adventu veris ("L'arrivo della primavera") e il De fortuna, entrambi poemetti in distici elegiaci (di 22 versi il primo, di 36 il secondo), coppie di versi in cui un esametro è seguito da un pentametro.
Il primo epigramma e le elegie sono composti con versi "echoici" o "epanalettici" dove il primo emistichio dell'esametro è identico al secondo del pentametro.  Ad esempio:
(Pentadio, De adventu veris)
(Pentadio, De fortuna)
I suoi componimenti sono quadretti di maniera sul tema della rinascita del mondo e di argomento mitologico, permeati di erudizione e di reminiscenze classiche greche e latine.